# Gottfried Schäffer
Gottfried Schäffer (* 2. April 1927 in München; † 12. August 1984 in Fahlburg, Südtirol) war ein Passauer Apotheker, Stadtrat sowie Kreis- und später Stadtheimatpfleger.

## Leben
Nach seiner Geburt in München besuchte Gottfried Schäffer nach Umzug der Familie das Gymnasium Leopoldinum in Passau, um danach an der Münchner Ludwig-Maximilians-Universität Pharmazie, Geschichte und Kunstgeschichte zu studieren; er promovierte  1972.
In Passau wurde Gottfried Schäffer 1958 Kreisheimatpfleger und 1960 als Stadtrat der CSU zum ehrenamtlicher Verwaltungsrat des Fürstbischöflichen Opernhauses und des Oberhausmuseums bestellt. 1964 ernannte man den „versierten Kenner der Passauer Historie“ als Nachfolger von Hans Karl Moritz zusätzlich zum ehrenamtlichen Passauer Heimatpfleger.
Schäffer war bereits ab 1945 Mitglied des Vereins für Ostbairische Heimatforschung, von 1951 bis 1969 dessen Schriftführer und von 1969 bis zu seinem Tod 1984 zweiter Vorsitzender. 1984 hätte er dem damaligen Altoberbürgermeister und Ehrenbürger der Stadt Passau Dr. Emil Brichta in das Amt des ersten Vorsitzenden, von dem dieser zurückgetreten war, nachfolgen sollen. Diese Ehre konnte ihm todesbedingt nur kurz zuteilwerden. 

## Schriften
- Passau. Die alte Bischofsstadt an den drei Flüssen (= Große Kunstführer. Bd. 17, ZDB-ID 259293-9). Schnell & Steiner, München 1955.
- Die Vorbilder der Passauer Apotheker-Ordnung des Jahres 1586. In: Ostbairische Grenzmarken 2, 1958, S. 67–70.
- Vornbach am Inn. Ehemaliges Benediktinerabtei-Kirche, seit 1803 Pfarrkirche. (= Kunstführer. Bd. 974, ZDB-ID 51387-8). Schnell & Steiner, München u. a. 1969.
- Passau. Das Fürstbischöfliche Opernhaus (= Kleine Kunstführer. Bd. 959, ZDB-ID 51387-8). Schnell & Steiner, München u. a. 1971.
- mit Gregor Peda: Burgen und Schlösser im Passauer Land. (= Kleine Pannonia-Reihe. Bd. 60). Pannonia-Verlag, Freilassing 1977, ISBN 3-7897-0060-6.
- mit Josef Oswald: Passau. Geschichte, Kunst, Gegenwart. Stadtführer. Verlag Passavia, Passau 1977, ISBN 3-87616-062-6.
- Begegnung mit Passau. Pustet, Regensburg 1978, ISBN 3-7917-0577-6.
- Wallfahrten im Passauer Land. (= Kleine Pannonia-Reihe. Bd. 69). Pannonia-Verlag, Freilassing 1978, ISBN 3-7897-0069-X.
- Neuburg am Inn. Schloß. (= Kunstführer. Bd. 1151). Schnell & Steiner, München u. a. 1979.
- mit Gregor Peda: Der Stephansdom zu Passau (= Kleine Pannonia-Reihe. Bd. 92). Pannonia-Verlag, Freilassing 1980, ISBN 3-7897-0092-4.
- St. Nikola vor Passau. Ehemalige Augustinerchorherren-Stiftskirche, jetzt Pfarr- und Universitätskirche. = Passau. St. Nikola (= Kunstführer. Bd. 1419). Schnell & Steiner, München u. a. 1983.
- mit Friedrich Mader: Passau. Geschichte und Leben einer alten Stadt. Pustet, Regensburg 1985, ISBN 3-7917-0930-5.
- Passauer Kirchenfürsten Renaissance und des Barock (= Kleine Pannonia-Reihe. Bd. 127). Pannonia-Verlag, Freilassing 1985, ISBN 3-7897-0127-0.
- mit Gregor Peda: Passau. (= Kleine Pannonia-Reihe. Bd. 229). Pannonia-Verlag, Freilassing 1995, ISBN 3-7897-0229-3.

## Auszeichnungen
- Verdienstkreuz am Bande der Bundesrepublik Deutschland
- 1981: Ehrenring der Stadt Passau

Er ist Namensgeber der Gottfried-Schäffer-Straße in der Passauer Altstadt. Sein Name steht auf dem Ehrenmal der Stadt Passau auf dem Innstadtfriedhof.
| Personendaten    | Personendaten                                                                    |
| ---------------- | -------------------------------------------------------------------------------- |
| NAME             | Schäffer, Gottfried                                                              |
| KURZBESCHREIBUNG | deutscher Apotheker, Stadtrat sowie Kreis- und später Stadtheimatpfleger Passaus |
| GEBURTSDATUM     | 2. April 1927                                                                    |
| GEBURTSORT       | München                                                                          |
| STERBEDATUM      | 12. August 1984                                                                  |
| STERBEORT        | Fahlburg, Südtirol                                                               |